# Campionati del mondo di atletica leggera 2013 - Salto con l'asta femminile
La gara di salto con l'asta femminile si è svolta tra domenica 11 agosto e martedì 13 agosto 2013.

## Podio
| Posizione | Atleta          | Nazione     | Misura |
| --------- | --------------- | ----------- | ------ |
| Oro       | Elena Isinbaeva | Russia      | 4,89 m |
| Argento   | Jennifer Suhr   | Stati Uniti | 4,82 m |
| Bronzo    | Yarisley Silva  | Cuba        | 4,82 m |

## Situazione pre-gara

### Record
Prima di questa competizione, il record del mondo (WR) e il record dei campionati (CR) erano i seguenti.
| Record                | Prestazione | Atleta                 | Data                               | Competizione              |
| --------------------- | ----------- | ---------------------- | ---------------------------------- | ------------------------- |
| Record mondiale       | 5,06 m      | Elena Isinbaeva Russia | 28 agosto 2009 Zurigo, Svizzera    |                           |
| Record dei campionati | 5,01 m      | Elena Isinbaeva Russia | 12 agosto 2005 Helsinki, Finlandia | Campionati del mondo 2005 |

### Campioni in carica
I campioni in carica, a livello mondiale e continentale, erano:
| Campione | Atleta                      | Prestazione | Data                                | Competizione               |
| -------- | --------------------------- | ----------- | ----------------------------------- | -------------------------- |
| Olimpico | Jennifer Suhr Stati Uniti   | 4,75 m      | 6 agosto 2012 Londra, Regno Unito   | Giochi della XXX Olimpiade |
| Mondiale | Fabiana Murer Brasile       | 4,85 m      | 30 agosto 2011 Taegu, Corea del Sud | Campionati del mondo 2011  |
| Europeo  | Jiřina Ptáčníková Rep. Ceca | 4,60 m      | 28 giugno 2012 Helsinki, Finlandia  | Campionati europei 2012    |

### La stagione
Prima di questa gara, gli atleti con le migliori tre prestazioni dell'anno erano:
| Pos. | Atleta                    | Prestazione | Data                                            |
| ---- | ------------------------- | ----------- | ----------------------------------------------- |
| 1    | Yarisley Silva Cuba       | 4,90 m      | 8 giugno 2013 Hengelo, Paesi Bassi              |
| 2    | Jennifer Suhr Stati Uniti | 4,80 m      | 10 maggio 2013 Allendale, Stati Uniti d'America |
| 3    | Elena Isinbaeva Russia    | 4,78 m      | 27 giugno 2013 Ostrava, Repubblica Ceca         |

## Risultati
| LEGENDA: | NR | Record nazionale | PB | Primato personale | SB | Primato stagionale |

### Qualificazioni
Qualificazione: 4.60 m (Q) o le migliori 12 misure (q) avanzano alla finale.
| Pos. | Gruppo | Nome                   | Nazionalità | 4,15 | 4,30 | 4,45 | 4,55 | 4,60 | Misura | Note  |
| ---- | ------ | ---------------------- | ----------- | ---- | ---- | ---- | ---- | ---- | ------ | ----- |
| 1    | A      | Elena Isinbaeva        | Russia      | -    | -    | -    | o    |      | 4,55   | q     |
| 1    | A      | Silke Spiegelburg      | Germania    | -    | -    | o    | o    |      | 4,55   | q     |
| 1    | B      | Angelina Zhuk-Krasnova | Russia      | -    | o    | o    | o    |      | 4,55   | q     |
| 1    | B      | Jiřina Ptáčníková      | Rep. Ceca   | -    | o    | o    | o    |      | 4,55   | q     |
| 5    | A      | Li Ling                | Cina        | o    | xo   | o    | o    |      | 4,55   | q, PB |
| 6    | B      | Anastasia Savchenko    | Russia      | -    | o    | o    | xo   |      | 4,55   | q     |
| 6    | B      | Jennifer Suhr          | Stati Uniti | -    | -    | -    | xo   |      | 4,55   | q     |
| 8    | B      | Lisa Ryzih             | Germania    | -    | xo   | xxo  | xo   |      | 4,55   | q     |
| 9    | B      | Fabiana Murer          | Brasile     | -    | -    | -    | xxo  |      | 4,55   | q     |
| 9    | A      | Marion Lotout          | Francia     | o    | o    | o    | xxo  |      | 4,55   | q     |
| 9    | A      | Yarisley Silva         | Cuba        | -    | -    | o    | xxo  |      | 4,55   | q     |
| 9    | A      | Kristina Gadschiew     | Germania    | -    | o    | o    | xxo  |      | 4,55   | q     |
| 13   | A      | Nikoleta Kyriakopoulou | Grecia      | -    | o    | o    | xxx  |      | 4,45   |       |
| 13   | A      | Becky Holliday         | Stati Uniti | -    | o    | o    | xxx  |      | 4,45   |       |
| 15   | B      | Nicole Büchler         | Svizzera    | -    | o    | xo   | xxx  |      | 4,45   |       |
| 16   | B      | Angelica Bengtsson     | Svezia      | o    | xo   | xo   | xxx  |      | 4,45   |       |
| 17   | B      | Carolin Hingst         | Germania    | o    | o    | xxo  | -    | xxx  | 4,45   |       |
| 18   | B      | Tori Pena              | Irlanda     | -    | o    | xxx  |      |      | 4,30   |       |
| 19   | A      | Karla Rosa da Silva    | Brasile     | o    | xo   | xxx  |      |      | 4,30   |       |
|      | A      | Kylie Hutson           | Stati Uniti | -    | xxx  |      |      |      | NM     |       |
|      | A      | Anna Rogowska          | Polonia     | -    | -    | xxx  |      |      | NM     |       |
|      | B      | Stélla-Iró Ledáki      | Grecia      | xxx  |      |      |      |      | NM     |       |

### Finale
| Pos. | Nome                   | Nazionalità | 4,30 | 4,45 | 4,55 | 4,65 | 4,75 | 4,82 | 4,89 | 5,07 | Misura | Note |
| ---- | ---------------------- | ----------- | ---- | ---- | ---- | ---- | ---- | ---- | ---- | ---- | ------ | ---- |
|      | Elena Isinbaeva        | Russia      | –    | –    | –    | xo   | o    | xo   | o    | xxx  | 4,89   | SB   |
|      | Jennifer Suhr          | Stati Uniti | –    | –    | o    | –    | o    | xo   | xxx  |      | 4,82   |      |
|      | Yarisley Silva         | Cuba        | –    | –    | o    | xxo  | xo   | xxo  | xxx  |      | 4,82   |      |
| 4    | Silke Spiegelburg      | Germania    | –    | o    | o    | o    | o    | xxx  |      |      | 4,75   | SB   |
| 5    | Fabiana Murer          | Brasile     | –    | –    | o    | o    | xxx  |      |      |      | 4,65   |      |
| 5    | Anastasia Savchenko    | Russia      | o    | o    | o    | o    | xxx  |      |      |      | 4,65   |      |
| 7    | Angelina Zhuk-Krasnova | Russia      | o    | o    | o    | xo   | xxx  |      |      |      | 4,65   |      |
| 8    | Lisa Ryzih             | Germania    | –    | o    | xo   | xxx  |      |      |      |      | 4,55   | SB   |
| 8    | Jiřina Ptáčníková      | Rep. Ceca   | o    | o    | xo   | xxx  |      |      |      |      | 4,55   |      |
| 10   | Kristina Gadschiew     | Germania    | o    | o    | xxx  |      |      |      |      |      | 4,45   |      |
| 11   | Li Ling                | Cina        | xo   | o    | xxx  |      |      |      |      |      | 4,45   |      |
| 12   | Marion Lotout          | Francia     | o    | xo   | xxx  |      |      |      |      |      | 4,45   |      |